# The Heart of a Child (film fra 1920)
The Heart of a Child er en amerikansk stumfilm fra 1920 af Ray Smallwood.

## Medvirkende
- Alla Nazimova - Sally Snape
- Charles Bryant
- Ray Thompson - Johnny Doone
- Nell Newman - Mary Murray
- Victor Potel - Charley Peastone
- Eugene Klum - Alf Stevens
- Claire DuBrey - Lady Dorothea
- Jane Sterling - Lady Fortive
- William Irving - Perry
- Myrtle Rishell - Miss Blaine
- Joseph Kilgour - Lord Fortive
- Rafael Icardo